# Episodi di The King of Queens (ottava stagione)
L'ottava stagione della serie televisiva The King of Queens, composta da 23 episodi, è andata in onda negli Stati Uniti sul canale CBS dal 19 settembre 2005 al 22 maggio 2006.
| nº | Titolo originale        | Titolo italiano           | Prima TV USA      | Prima TV Italia  |
| -- | ----------------------- | ------------------------- | ----------------- | ---------------- |
| 1  | Pole Lox                |                           | 19 settembre 2005 |                  |
| 2  | Vocal Discord           |                           | 26 settembre 2005 |                  |
| 3  | Consummate Professional |                           | 3 ottobre 2005    |                  |
| 4  | Like Hell               |                           | 10 ottobre 2005   |                  |
| 5  | Sandwiched Out          | Il sogno di una vita      | 17 ottobre 2005   | 25 novembre 2007 |
| 6  | Shear Torture           | Attenzioni extraconiugali | 24 ottobre 2005   | 2 dicembre 2007  |
| 7  | Inn Escapable           | La casa nel bosco         | 7 novembre 2005   | 9 dicembre 2007  |
| 8  | Move Doubt              | I nuovi vicini            | 14 novembre 2005  | 16 dicembre 2007 |
| 9  | G'Night Stalker         | La molestatrice           | 21 novembre 2005  | 23 dicembre 2007 |
| 10 | Raygin' Bulls           | Crisi d'identità          | 28 novembre 2005  | 30 dicembre 2007 |
| 11 | Baker's Doesn't         | Pasticceria natalizia     | 19 dicembre 2005  | 6 gennaio 2008   |
| 12 | Fresh Brood             | Papà in addestramento     | 6 gennaio 2006    | 13 gennaio 2008  |
| 13 | Gambling N' Diction     | Lezioni di dizione        | 23 gennaio 2006   | 20 gennaio 2008  |
| 14 | Apartment Complex       | Il rifugio                | 6 febbraio 2006   |                  |
| 15 | Buggie Nights           | Infestati                 | 27 febbraio 2006  |                  |
| 16 | Knee Jerk               | Finzioni e bugie          | 6 marzo 2006      |                  |
| 17 | Present Tense           | Un regalo inaspettato     | 13 marzo 2006     |                  |
| 18 | Sold-Y Locks            | Capelli in vendita        | 20 marzo 2006     |                  |
| 19 | Emotional Rollercoaster | Crisi di mezza età        | 10 aprile 2006    |                  |
| 20 | Four Play               | Scambio di coppia         | 1º maggio 2006    |                  |
| 21 | Hartford Wailer         | Opere benefiche           | 8 maggio 2006     |                  |
| 22 | Fight Schlub            | Autisti in guerra         | 15 maggio 2006    |                  |
| 23 | Acting Out              | Camere separate           | 22 maggio 2006    |                  |

## Opere benefiche
- Titolo originale: Hartford Wailer
- Diretto da: Rob Schiller
- Scritto da: David Bickel e Chris Downey

### Trama
Carrie, per accontentare il suo capo, deve recarsi a Hartford a costruire case per i bisognosi, mentre Doug vorrebbe guardare Il pianeta delle scimmie per tutto il weekend con lei e per questo litigano. Per farsi perdonare, la seguirà il giorno dopo, scoprendo però che a Hartford, Carrie ha cambiato il programma. Nel frattempo Danny e Spence cercano di intrufolarsi al concerto di Huey Lewis, ma le cose non andranno bene.
- Guest star: Huey Lewis (se stesso), Jere Burns (Keith), Laura Silverman (Dawn), John Getz (Mr. Dugan), Nikki Tyler-Flynn (Lisa), Nicole Remini (Sara)